# 雅克·波爾格
雅克·波爾格（法語：Jacques Polge，1943年6月14日—）是法国调香师。

## 生平
1978年至2015年间在香奈儿担任首席调香师，他为香奈儿创造了多款经典香水，包括：Coco、Égoïste、Allure、Coco Mademoiselle和香奈儿蔚蓝等。现今所售的知名香水香奈尔五号的淡香精版本也是由波爾格在1986年改良调配。 Ungaro 的第一款也是最成功的香水是 Diva (1983).
2015年，他的儿子奥利维尔接替他成为香奈儿的首席调香师。